# Уайтхэд, Дарик
Дарик Уайтхэд (англ. Dariq Whitehead, род. 1 августа 2004, Ньюарк, Нью-Джерси) — американский профессиональный баскетболист, выступающий за клуб НБА «Бруклин Нетс». Играет на позиции лёгкого форварда.

## Профессиональная карьера

### Бруклин/Лонг-Айленд Нетс (2023–настоящее время)
«Бруклин Нетс» выбрали Уайтхеда под 22-м номером на драфте НБА 2023 года, и 10 июля 2023 года он подписал контракт с командой. По ходу своего первого и второго сезона в НБА Уйатхед большую часть времени играл за фарм-клуб «Лонг-Айленд Нетс» в Джи-Лиге НБА.

## Статистика

### Статистика в НБА
| Сезон                                                                                    | Команда | Регулярный сезон | Регулярный сезон | Регулярный сезон | Регулярный сезон | Регулярный сезон | Регулярный сезон | Регулярный сезон | Регулярный сезон | Регулярный сезон | Регулярный сезон | Регулярный сезон | Серия плей-офф | Серия плей-офф | Серия плей-офф | Серия плей-офф | Серия плей-офф | Серия плей-офф | Серия плей-офф | Серия плей-офф | Серия плей-офф | Серия плей-офф | Серия плей-офф |
| Сезон                                                                                    | Команда | GP               | GS               | MPG              | FG%              | 3P%              | FT%              | RPG              | APG              | SPG              | BPG              | PPG              | GP             | GS             | MPG            | FG%            | 3P%            | FT%            | RPG            | APG            | SPG            | BPG            | PPG            |
| ---------------------------------------------------------------------------------------- | ------- | ---------------- | ---------------- | ---------------- | ---------------- | ---------------- | ---------------- | ---------------- | ---------------- | ---------------- | ---------------- | ---------------- | -------------- | -------------- | -------------- | -------------- | -------------- | -------------- | -------------- | -------------- | -------------- | -------------- | -------------- |
| 2023/24                                                                                  | Бруклин | 2                | 0                | 12,0             | 20,0             | 0,0              | 50,0             | 2,0              | 1,5              | 0,0              | 0,5              | 1,5              | Не участвовал  | Не участвовал  | Не участвовал  | Не участвовал  | Не участвовал  | Не участвовал  | Не участвовал  | Не участвовал  | Не участвовал  | Не участвовал  | Не участвовал  |
| 2024/25                                                                                  | Бруклин | 20               | 0                | 12,3             | 40,6             | 44,6             | 60,0             | 1,5              | 0,6              | 0,3              | 0,1              | 5,7              | Не участвовал  | Не участвовал  | Не участвовал  | Не участвовал  | Не участвовал  | Не участвовал  | Не участвовал  | Не участвовал  | Не участвовал  | Не участвовал  | Не участвовал  |
|                                                                                          | Всего   | 22               | 0                | 12,3             | 39,6             | 42,9             | 57,1             | 1,5              | 0,7              | 0,3              | 0,1              | 5,3              | Не участвовал  | Не участвовал  | Не участвовал  | Не участвовал  | Не участвовал  | Не участвовал  | Не участвовал  | Не участвовал  | Не участвовал  | Не участвовал  | Не участвовал  |
| Наведите курсор мыши на аббревиатуры в заголовке таблицы, чтобы прочесть их расшифровку. |         |                  |                  |                  |                  |                  |                  |                  |                  |                  |                  |                  |                |                |                |                |                |                |                |                |                |                |                |

### Статистика в Джи-Лиге
| Сезон                                                                                    | Команда          | Регулярный сезон | Регулярный сезон | Регулярный сезон | Регулярный сезон | Регулярный сезон | Регулярный сезон | Регулярный сезон | Регулярный сезон | Регулярный сезон | Регулярный сезон | Регулярный сезон | Серия плей-офф | Серия плей-офф | Серия плей-офф | Серия плей-офф | Серия плей-офф | Серия плей-офф | Серия плей-офф | Серия плей-офф | Серия плей-офф | Серия плей-офф | Серия плей-офф |
| Сезон                                                                                    | Команда          | GP               | GS               | MPG              | FG%              | 3P%              | FT%              | RPG              | APG              | SPG              | BPG              | PPG              | GP             | GS             | MPG            | FG%            | 3P%            | FT%            | RPG            | APG            | SPG            | BPG            | PPG            |
| ---------------------------------------------------------------------------------------- | ---------------- | ---------------- | ---------------- | ---------------- | ---------------- | ---------------- | ---------------- | ---------------- | ---------------- | ---------------- | ---------------- | ---------------- | -------------- | -------------- | -------------- | -------------- | -------------- | -------------- | -------------- | -------------- | -------------- | -------------- | -------------- |
| 2023/24                                                                                  | Лонг-Айленд Нетс | 17               | 16               | 18,5             | 38,0             | 26,8             | 85,0             | 3,1              | 1,4              | 0,8              | 0,2              | 8,8              | Не участвовал  | Не участвовал  | Не участвовал  | Не участвовал  | Не участвовал  | Не участвовал  | Не участвовал  | Не участвовал  | Не участвовал  | Не участвовал  | Не участвовал  |
| 2024/25                                                                                  | Лонг-Айленд Нетс | 29               | 29               | 28,0             | 37,9             | 33,5             | 71,4             | 4,0              | 1,9              | 1,3              | 0,4              | 12,7             | Не участвовал  | Не участвовал  | Не участвовал  | Не участвовал  | Не участвовал  | Не участвовал  | Не участвовал  | Не участвовал  | Не участвовал  | Не участвовал  | Не участвовал  |
|                                                                                          | Всего            | 46               | 45               | 24,5             | 37,9             | 31,9             | 76,4             | 3,7              | 1,7              | 1,1              | 0,3              | 11,2             | Не участвовал  | Не участвовал  | Не участвовал  | Не участвовал  | Не участвовал  | Не участвовал  | Не участвовал  | Не участвовал  | Не участвовал  | Не участвовал  | Не участвовал  |
| Наведите курсор мыши на аббревиатуры в заголовке таблицы, чтобы прочесть их расшифровку. |                  |                  |                  |                  |                  |                  |                  |                  |                  |                  |                  |                  |                |                |                |                |                |                |                |                |                |                |                |

### Статистика в NCAA
| Сезон | Команда | Conf  | Class | GP | GS | MPG  | FG%  | 3P%  | FT%  | RPG | APG | SPG | BPG | PPG |
| --- | ------- | ----- | ----- | -- | -- | ---- | ---- | ---- | ---- | --- | --- | --- | --- | --- |
| 2022/23 | Дьюк    | ACC   | FR    | 28 | 7  | 20,6 | 42,1 | 42,9 | 79,3 | 2,4 | 1,0 | 0,8 | 0,2 | 8,3 |
| Всего | Всего   | Всего | Всего | 28 | 7  | 20,6 | 42,1 | 42,9 | 79,3 | 2,4 | 1,0 | 0,8 | 0,2 | 8,3 |
| Наведите курсор мыши на аббревиатуры в заголовке таблицы, чтобы прочесть их расшифровку Статистика приведена с сайта sports-reference.com |         |       |       |    |    |      |      |      |      |     |     |     |     |     |